# Сирош, Игорь Иванович
Игорь Иванович Сирош (родился 5 мая 1963, Черкесск, Ставропольский край, РСФСР, СССР) — российский государственный деятель, с 2006 г. помощник Руководителя Администрации Президента Российской Федерации, действительный государственный советник Российской Федерации 2 класса , бывший заместитель председателя Комиссии при Президенте РФ по противодействию попыткам фальсификации истории в ущерб интересам России (комиссия упразднена в феврале 2012 г.), бывший член  Комиссии при Президенте РФ по предварительному рассмотрению кандидатур на должности судей федеральных судов, член Комиссии при Президенте РФ по развитию системы поиска и поддержки талантливых детей и молодежи и совершенствованию проведения единого государственного экзамена, бывший  член Государственной комиссии по подготовке к празднованию 200-летия победы России в Отечественной войне 1812 года. Кандидат исторических наук, кандидат юридических наук. Награждён орденом Дружбы.

## Биография
Окончил в 1987 году военно-юридический факультет Военного Краснознаменного института Министерства обороны СССР (ВКИМО СССР). С 1987 г. работал в органах военной прокуратуры СССР и Российской Федерации. В 2002—2005 г. — вице-президент Международной общественной организации «Центр стратегических и политических исследований» (г. Москва). Член Наблюдательного совета компании «АЛРОСА» (до 30.06.2011).